# Герб Добромиля
Герб Добромиля  — один з офіційних символів міста Добромиля, Самбірського району Львівської області.

## Історія
Символ затвердила XII сесія Добромильської міської ради 1-го (XXI) скликання рішенням від 25 червня 1993 року.
Автори — Андрій Гречило та Іван Сварник.

## Опис (блазон)
У червоному полі золота куля, пробита навхрест двома срібними мечами із золотими руків’ями, вістрями додолу.
Щит вписаний у еклектичний картуш, увінчаний срібною міською короною.

## Зміст
Куля з мечами є видозміною родового знака давніх власників Добромиля Гербуртів, яка вживалася як герб міста з XVII ст.
Мурована корона вказує на статус міського населеного пункту.